# Jan Dobkowski

Kompozycja przestrzenna z neonu, współpraca z Zygfrydem Dudzikiem, Sympozjum Plastyczne Wrocław '70, kolekcja MWW

Jan Dobkowski (ur. 8 czerwca 1942 w Łomży) – polski artysta; zajmuje się malarstwem, rysunkiem, tworzy aranżacje przestrzenne.

## Życiorys
Studiował w warszawskiej ASP w l. 1962–1968 na kierunku malarstwo. Obronił dyplom w pracowni prof. Jana Cybisa. Na czwartym roku studiów zaprzyjaźnił się z Jerzym Zielińskim, z którym dwa lata później, podczas przygotowań do wystawy obu artystów, ogłosił istnienie grupy Neo-Neo-Neo. Artyści wystawiali razem do 1970 roku.
Sukces na wystawie w Galerii Współczesnej „Secesja-Secesja?” (Warszawa, 1968) zapewnił mu udział w ekspozycji sztuki polskiej w Paryżu – „Polskie malarstwo współczesne. Źródła i poszukiwania”. Niedługo potem nowojorskie Muzeum Guggenheima zakupiło obraz Podwójna dziewczyna (1968). Był to pierwszy czerwono-zielony obraz Dobkowskiego. Rok później artysta stworzył cykl podobnych dzieł – od żywego zielonego tła odcinały się ostro czerwone sylwety postaci – który stał się punktem wyjścia do kolejnych realizacji. Uczestnik Sympozjum Plastycznego Wrocław ’70 (w zespole Mariana Bogusza).
Jan Dobkowski był stypendystą Fundacji Kościuszkowskiej w Nowym Jorku (1972). Otrzymał Nagrodę im. C. K. Norwida (1978) i Nagrodę im. Jana Cybisa za całokształt twórczości (1994). Jest od 3 czerwca 1998 honorowym obywatelem Miasta Łomży.
W 2012 został odznaczony Srebrnym Medalem „Zasłużony Kulturze Gloria Artis”. W 2024 został uhonorowany Złotym Medalem „Zasłużony Kulturze Gloria Artis”